# Acanthastrea maxima
Acanthastrea maxima är en korallart som beskrevs av Mrs. Sheppard och Salm 1988. Acanthastrea maxima ingår i släktet Acanthastrea och familjen Mussidae. IUCN kategoriserar arten globalt som nära hotad. Inga underarter finns listade i Catalogue of Life.